# Браунау-на-Інні
Браунау-на-Інні або Брунів (бавар. і нім. Braunau am Inn, чеськ. Brunov) — містечко в Австрії, у федеральній землі Верхня Австрія. Розташоване за 90 км на захід від Лінца і близько 60 км на північ від Зальцбурга, на межі із Німецькою землею Баварія. Прикордонне містечко, сполучене мостами через річку Інн зі своїм Баварським колегою, Зімбах-ам-Інні. В першу чергу знаменитий тим що в місті народився Адольф Гітлер
Входить до складу округу Браунау-на-Інні. Населення 17 398 чол.[джерело?] Займає площу 24,8 км².
Місто вперше згадуєтьс близько 810 року. Статус міста отримує з 1260, що зробило його одним із найстаріших міст Австрії. Містечко стає фортецею і важливим вузлом торгових маршрутів, маючи справу із торгівлею сіллю та корабельним рухом на Інні.
У Браунау народився Адольф Гітлер. Ззовні будівлі, де це трапилось, встановлено меморіальний камінь, що вшановує полеглих у Другій світовій війні. Камінь зроблений із граніту із концтабору Маутгаузен.

## Економіка
Промисловість включає електроніку, металеву (AMAG), деревообробну, і скляну.

## Культура
Браунау має різноманітні школи і коледжі.

### Спорт
Має місцеву футбольну команду — нім. F.C. Braunau, клуб Першого дивізіону.

## Меморіальний камінь
Перед будинком, де народився майбутній диктатор Адольф Гітлер, встановлено меморіальний камінь. Напис на ньому:
|  | За мир, свободу і демократію Ніколи більше фашизму Мільйони мертвих нагадують |